# 3515 Jindra
3515 Jindra (1982 UH2) là một tiểu hành tinh vành đai chính được phát hiện ngày 16 tháng 10 năm 1982 bởi Z. Vavrova ở Klet.